# St. Johannes der Täufer (Burgfarrnbach)

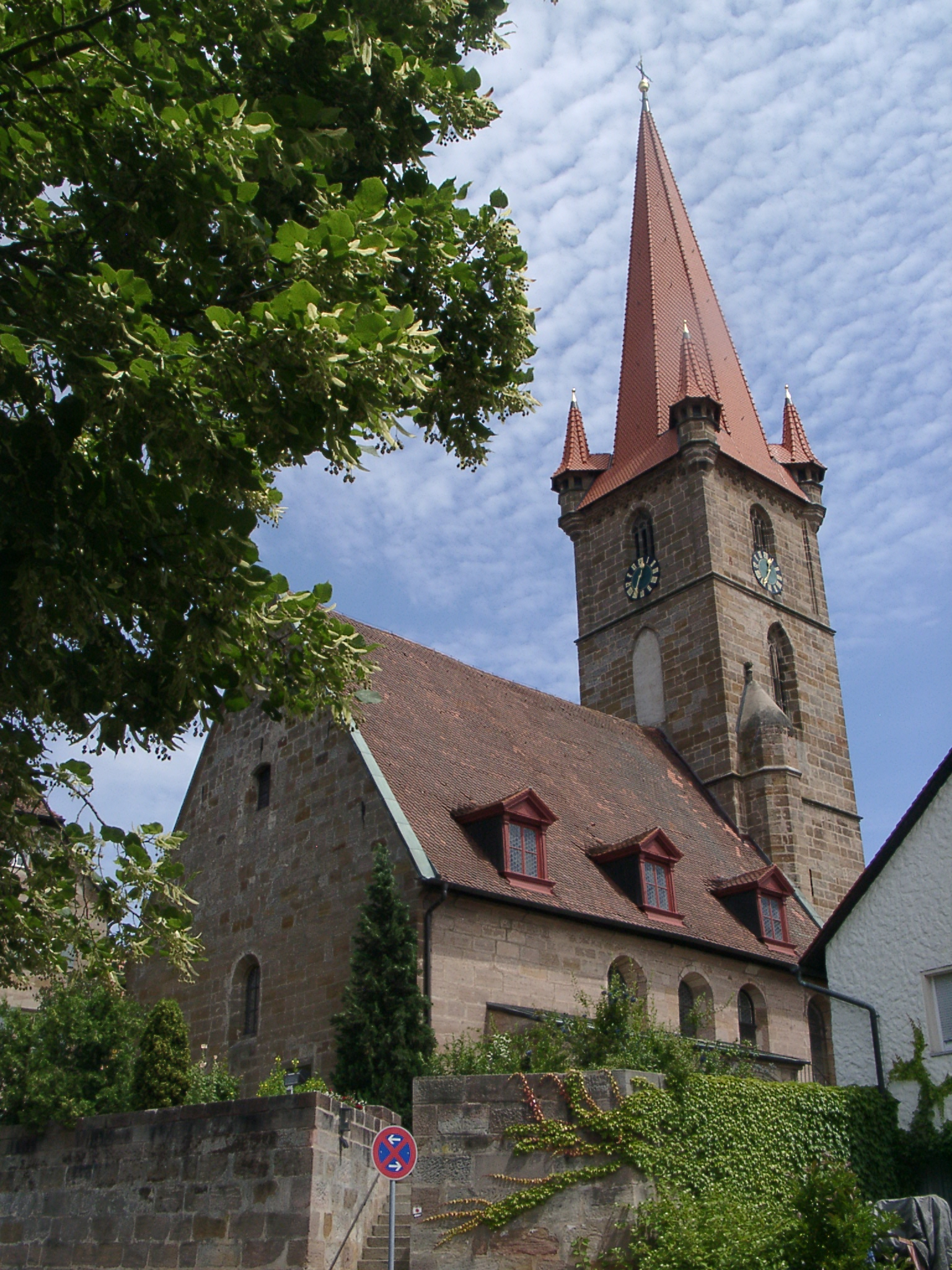
St. Johannes der Täufer (Burgfarrnbach)

Die evangelische Pfarrkirche St. Johannes der Täufer ist ein denkmalgeschütztes Kirchengebäude, das im Gemeindeteil Burgfarrnbach der kreisfreien Stadt Fürth (Mittelfranken, Bayern) steht. Das Bauwerk ist unter der Denkmalnummer D-5-63-000-1497 als Baudenkmal in die Bayerische Denkmalliste eingetragen. Die Kirchengemeinde gehört zum Evangelisch-Lutherischen Dekanat Fürth im Kirchenkreis Nürnberg der Evangelisch-Lutherischen Kirche in Bayern.

## Beschreibung
Die Kirche wurde im Ersten Markgrafenkrieg verwüstet. Der durch Stockwerkgesimse in vier Geschosse gegliederte Chorturm im Osten, der über einem Kleeblattbogenfries mit einem achtseitigen spitzen, von polygonalen Scharwachttürmen flankierten Helm bedeckt ist, und das mit einem Satteldach mit Giebelgauben bedeckte Langhaus aus Quadermauerwerk wurden am Ende des 15. Jahrhunderts nach einem Entwurf von Hans Beheim dem Älteren errichtet. Das oberste Geschoss des Chorturms beherbergt die Turmuhr und den Glockenstuhl, in dem vier Kirchenglocken hängen. Der Innenraum des Langhauses ist mit einem bemalten Muldengewölbe überspannt, der des rechteckigen Chors mit einem Kreuzrippengewölbe. Zweigeschossige Emporen befinden sich an drei Seiten des Langhauses. Über dem Chorbogen befinden sich Wappen von Nürnberger Patriziern. Die Orgel mit 13 Registern, 2 Manualen und einem Pedal wurde 1927 von G. F. Steinmeyer & Co. gebaut.